# Триумфальная арка Константина
Триумфальная арка Константина (лат. Arcus Constantini, итал. Arco di Costantino) — трёхпролётная арка, расположенная в Риме между Колизеем и Палатином на древней Via Triumphalis. Построена в 315 году и посвящена победе Константина над Максенцием в битве у Мильвийского моста 28 октября 312 года. Является позднейшей из сохранившихся римских триумфальных арок, использует элементы декора, снятые с более древних монументов (сполии). Кроме того, это единственная в Риме арка, построенная в честь победы не над внешним врагом, а в гражданской войне.

## Описание
Арка имеет высоту 21 м, ширину 25,7 м и глубину 7,4 м. Центральный пролёт 11,5 м высотой и 6,5 шириной, боковые: по 7,4 м и 3,4 м. Основная часть монумента выполнена из мраморных блоков, аттик кирпичный, облицованный мрамором.

## Декор

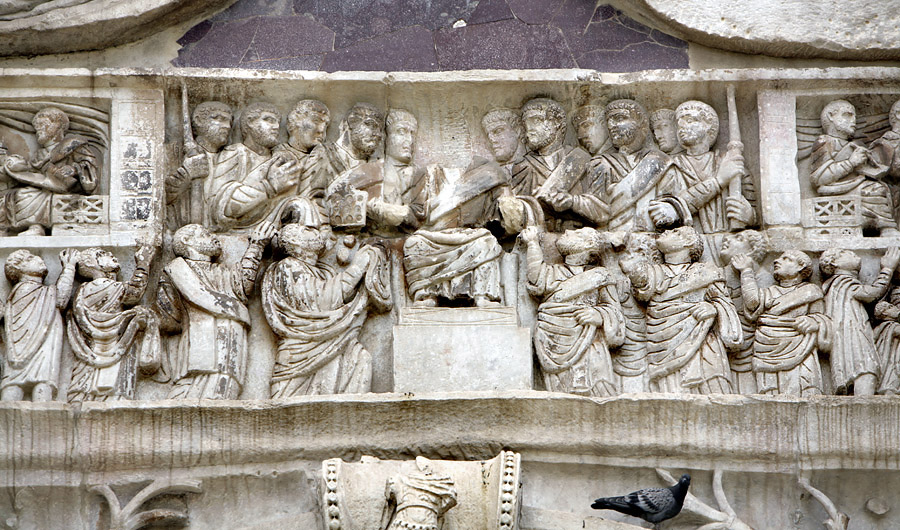
Константин на троне

Предложено три объяснения, почему для декорирования арки использовались снятые с других сооружений элементы:
- Искусство Римской империи IV века н. э. находилось в состоянии упадка, навыки, необходимые для создания триумфальной арки, достойно смотревшейся бы в одном ряду со старыми, были утрачены. Эта версия была наиболее популярна в недавнем прошлом, однако сейчас происходит признание своеобразия искусства поздней Античности и его высокой ценности, в связи с чем данная точка зрения теряет позиции.
- Создатели монумента были поставлены в узкие временные рамки: начало работ относится не ранее чем к концу 312 года, а завершение — к лету 315.
- Использование элементов декора времён Траяна, Адриана и Марка Аврелия имело символическое значение: таким образом Константин вводился в круг «хороших императоров».

Схема расположения сполий на арке Константина.

### Аттик

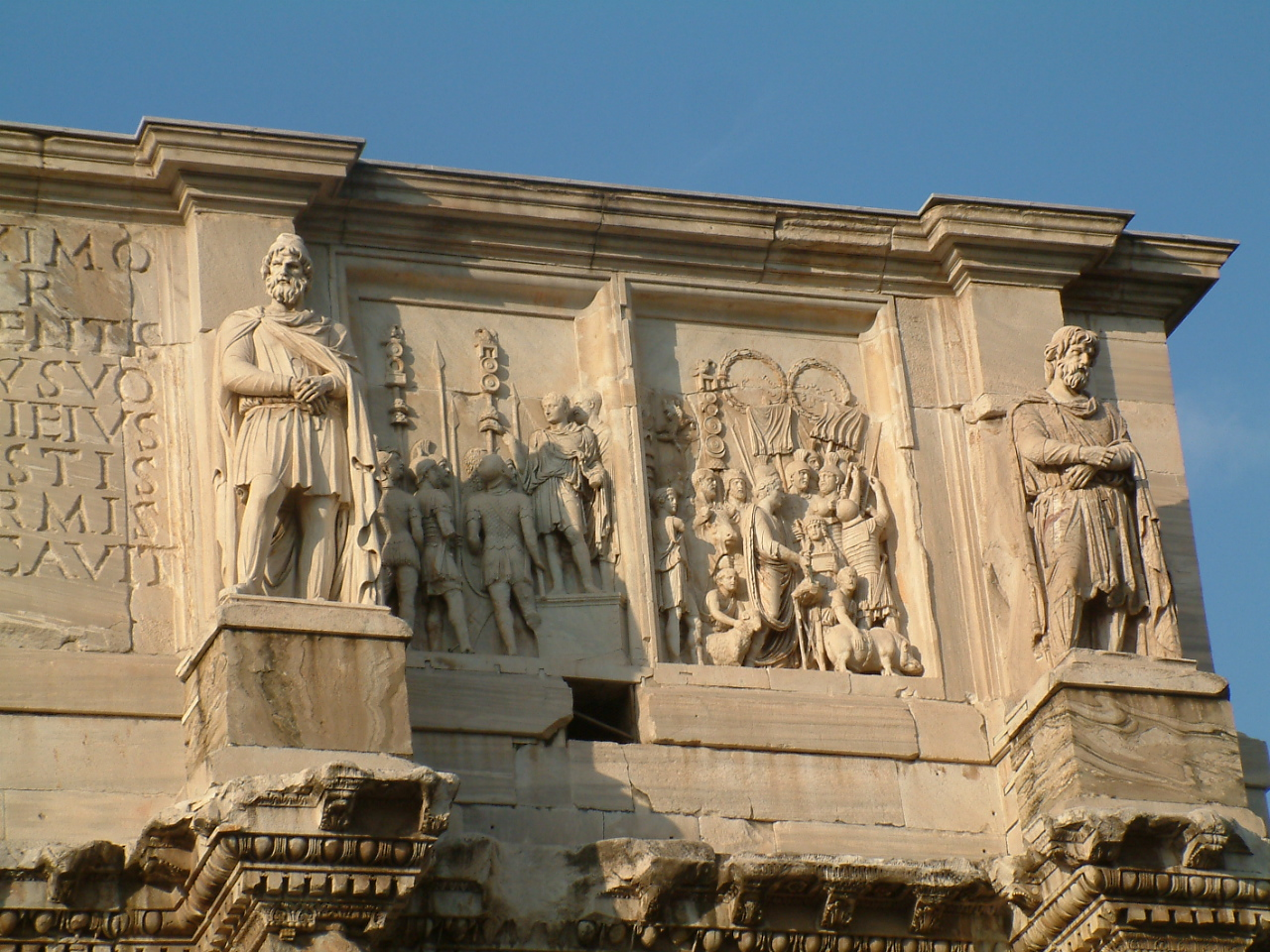
Барельефы с аттика арки, южная сторона, правая часть

На аттике попарно расположены восемь барельефов, снятые с неизвестного памятника эпохи Марка Аврелия (161—180), вероятно триумфального монумента в честь войны с сарматами (169—175). По северной стороне слева направо изображаются: возвращение императора в Рим из военного похода, император покидает город и приветствуется персонифицированной Via Flaminia, император раздаёт деньги народу, император допрашивает пленного германца. По южной стороне (также слева направо): перед императором предстаёт германский вождь, другие пленники, император обращается к войскам, император приносит в жертву богам свинью, овцу и быка. На барельефе с раздачей денег народу остались следы удалённой фигуры сына Марка Аврелия Коммода.
На вершине каждой колонны находятся фигуры даков, взятые, вероятно с форума Траяна. Оттуда же, либо из казарм императорской конной гвардии, происходят барельефы с боковых стен аттика арки и из центрального пролёта, изображающие празднование победы над даками.
Посвятительная надпись на арке гласит, что Флавий Константин Максим победил тирана и всех его сторонников «по божественному вдохновению и величии духа», однако, под этими словами можно различить более раний текст: «По мановению Юпитера Оптима Максима». Вероятно, это изменение внесли после того, как император впервые увидел надпись, составленную без его ведома, то есть, во время возвращения правителя в Рим в 315 году, когда его религиозная позиция, по-видимому, определилась чётче. Содержание первоначальных слов, высеченных на данном монументе, говорит о следующем: непосредственно после одержанной победы было ясно, что император — римлянин-язычник.

### Основная часть

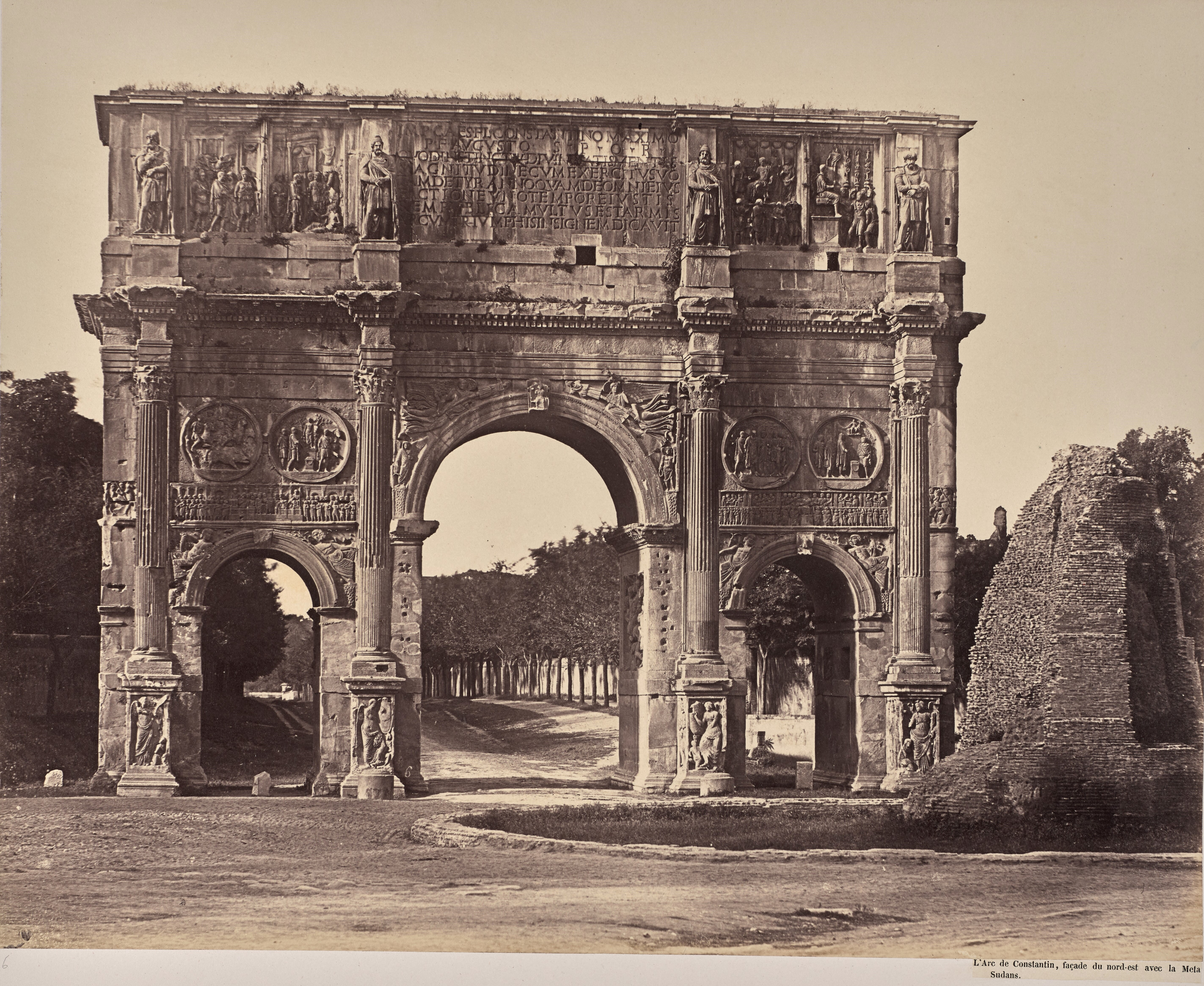
Арка Константина, северо-восточный фасад. Справа — Мета суданс. 1859 г.

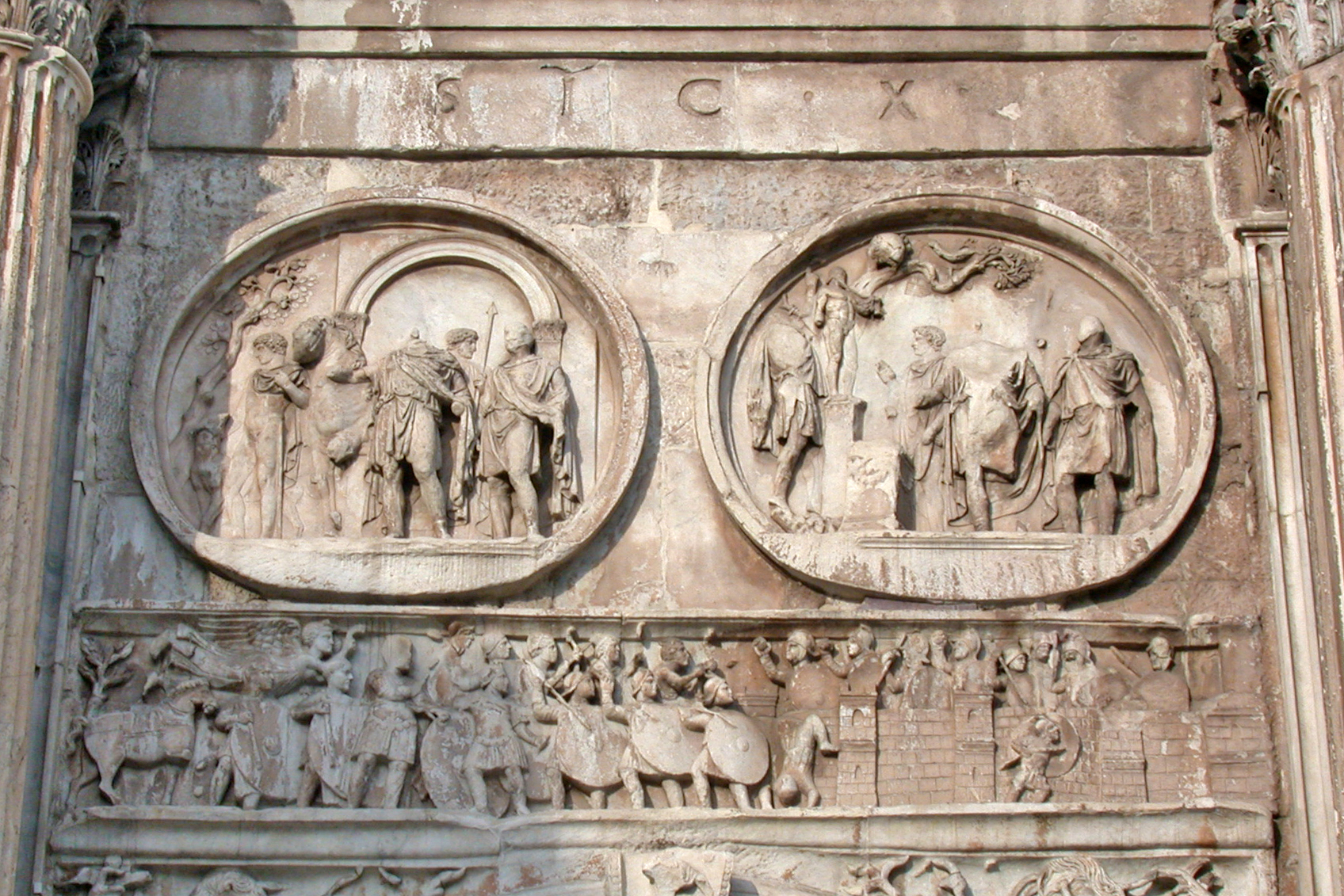
Медальоны арки Константина, южная сторона, левая часть. Внизу — эпизод кампании против Максенция, штурм города, предположительно Вероны

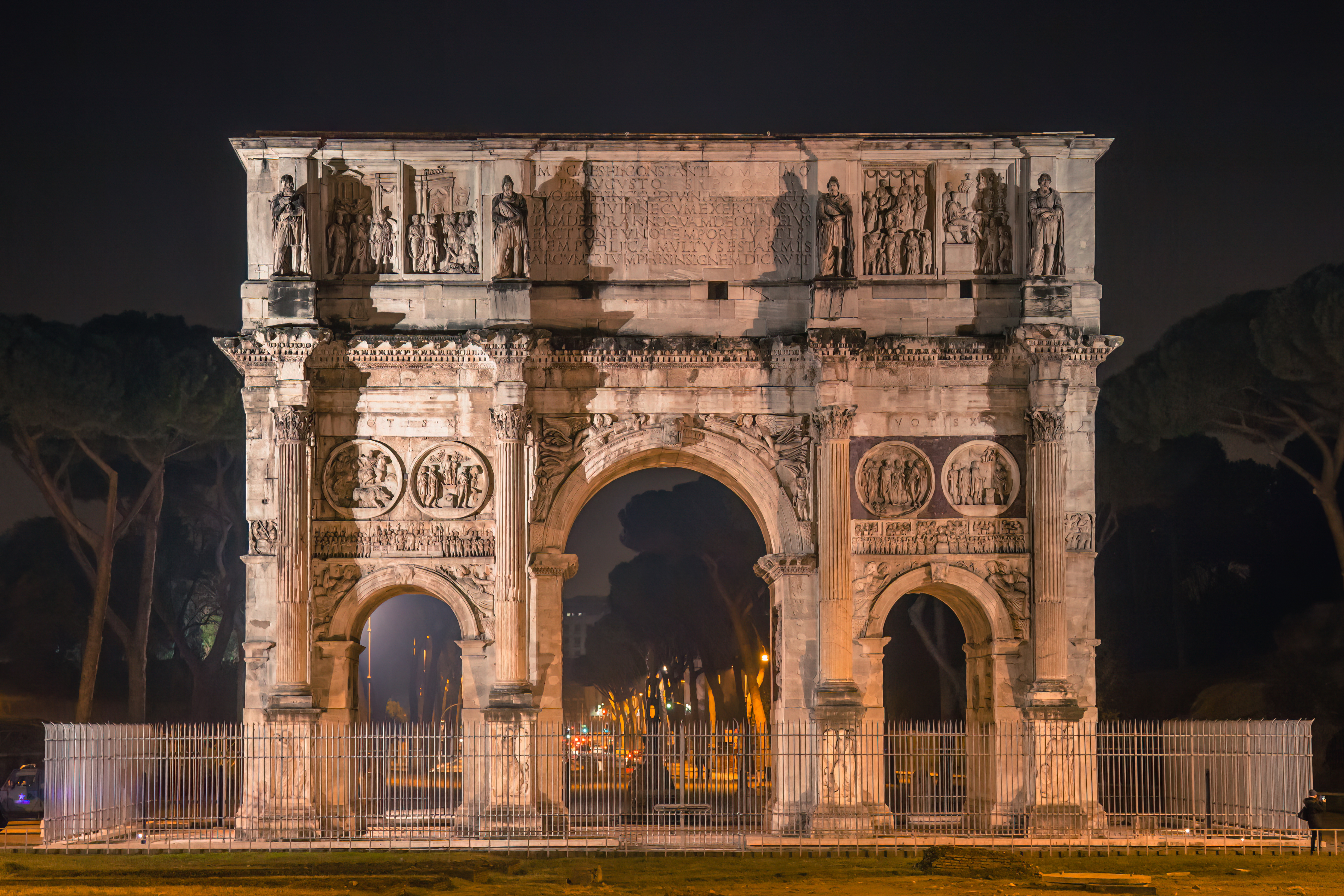
Ночное фото Арки Константина

Восемь коринфских колонн (по четыре с каждой стороны) выполнены из нумидийского жёлтого мрамора. Основания колонн украшают рельефы с изображением Виктории (лицевая сторона), римских солдат и пленных варваров (боковые стороны), Виктория изображена также в пазухах свода главного пролёта. Все эти рельефы относятся ко времени Константина.
Над боковыми арками расположены пары медальонов 2-метрового диаметра эпохи Адриана. По северной стороне слева направо на них изображаются: охота на вепря, принесение жертвы Аполлону, охота на льва, принесение жертвы Геркулесу, по южной (также слева направо): выезд на охоту, принесение жертвы Сильване, охота на медведя, принесение жертвы Диане. Головы Адриана заменены в сценах охоты на северной стороне на Константина, в сценах жертвоприношений: на Лициния и Констанция Хлора; на южной стороне наоборот. С боковых сторон арки на аналогичных медальонах уже времени Константина изображены божества Солнца (с восточной стороны) и Луны (с западной) на колесницах.
При Константине также был создан рельефный фриз, иллюстрирующий поход Константина против Максенция. Повествование начинается с восточной стороны отбытием из Милана, продолжается на южной сценами из военной кампании. На западной стороне помещён въезд Константина в Рим, на северной — выступления перед народом и раздачи денег.

## Прочее
- На летних Олимпийских играх 1960 года у арки Константина финишировал забег марафонцев, который выиграл Абебе Бикила.
- В 2024 году молния повредила арку[1].